# Impasse des Trois-Visages
Impasse des Trois-Visages är en återvändsgata i Quartier Saint-Germain-l'Auxerrois i Paris 1:a arrondissement. Impasse des Trois-Visages, som börjar vid Rue des Bourdonnais 20, är uppkallad efter tre skulpterade huvuden, egentligen ansikten, i grannskapet.

## Omgivningar
- Saint-Germain-l'Auxerrois
- Musée du Louvre
- Tour Saint-Jacques
- Square de la Tour Saint-Jacques
- Rue de Rivoli
- Pont Neuf
- Théâtre du Châtelet

## Kommunikationer
- Tunnelbana – linje  – Louvre – Rivoli
- Tunnelbana – linje  – Châtelet
- Tunnelbana – linje  – Pont Neuf

### Webbkällor
- ”Impasse des Trois Visages”. Mairie de Paris. http://www.v2asp.paris.fr/commun/v2asp/v2/nomenclature_voies/Voieactu/9458.nom.htm. Läst 23 mars 2017.
- ”Impasse des Trois Visages (1er arrondissement)”. Les rues de Paris. http://www.parisrues.com/rues01/paris-01-impasse-des-trois-visages.html. Läst 23 mars 2017.